# Dodecàedre xato
En geometria, el dodecàedre xato és un dels tretze políedres arquimedians.
Té 92 cares, 12 de les quals són pentagonals i 80 triangulars, 150 arestes i a cadascun dels seus 60 vèrtexs hi concorren una cara pentagonal i quatre cares triangulars.

## Àrea i volum
Les fórmules per calcular l'àrea A i el volum V d'un dodecàedre xato tal que les seves arestes tenen longitud a són les següents:
{\displaystyle {\begin{aligned}&A=a^{2}{\sqrt {15\left(95+6{\sqrt {5}}+8{\sqrt {15\left(5+2{\sqrt {5}}\right)}}\right)}}\\&V=xa^{3}\\\end{aligned}}}
On x és l'arrel real positiva del polinomi:
{\displaystyle {\begin{aligned}P\left(x\right)&=187.445.810.737.515.625-182.124.351.550.575.000x^{2}\\&+6.152.923.794.150.000x^{4}+1.030.526.618.040.000x^{6}\\&+162.223.191.936.000x^{8}-3.195.335.070.720x^{10}+2.176.782.336x^{12}\\\end{aligned}}}

## Esferes circumscrita, inscrita i tangent a les arestes
Els radis R, r i {\displaystyle \rho } de les esferes circumscrita, inscrita i tangent a les arestes respectivament són:
{\displaystyle {\begin{aligned}&R=ax\\&P(x)=209-2.696x^{2}+13.872x^{2}-35.776x^{6}+47.104x^{8}-27.648x^{10}+4.096x^{12}\\&r=ax\\&P(x)=1-128x^{2}+6.384x^{4}-149.376x^{6}+1.443.072x^{8}-3.900.416x^{10}+856.064x^{12}\\&\rho =ax\\&P\left(x\right)=1-40x^{2}+624x^{4}-4.672x^{6}+16.384x^{8}-21.504x^{10}+4.096x^{12}\\\end{aligned}}}
On a cada expressió, x és l'arrel real positiva del polinomi que es presenta a continuació.
On a és la longitud de les arestes.

## Dualitat
El políedre dual del dodecàedre xato és l'hexacontàedre pentagonal.

## Desenvolupament pla

Desenvolupament pla del dodecàedre xato

## Políedres relacionats
El dodecàedre xato es pot obtenir a partir del dodecàedre expandint les 12 cares pentagonals i llavors girant-les lleugerament fins que l'espai entre ells es pugui omplir amb corones de triangles equilàters.
| Dodecàedre | Dodecàedre expandit rombicosidodecàedre | Dodecàedre xato |

## Quiralitat
El dodecàedre xato és un políedre quiral: es presenta en dues formes que són mútuament la imatge especular l'una de l'altre. L'únic altre polígon arquimedià quiral és el cub xato.